# HD 269722
HD 269722는 N55 내부에 위치한 산개 성단의 중심별로, 특이하게 O형 주계열성이지만 Be 별의 스펙트럼을 띈다.

## 같이 보기
- Be형 항성
- 대마젤란 은하